# 셔르커드구

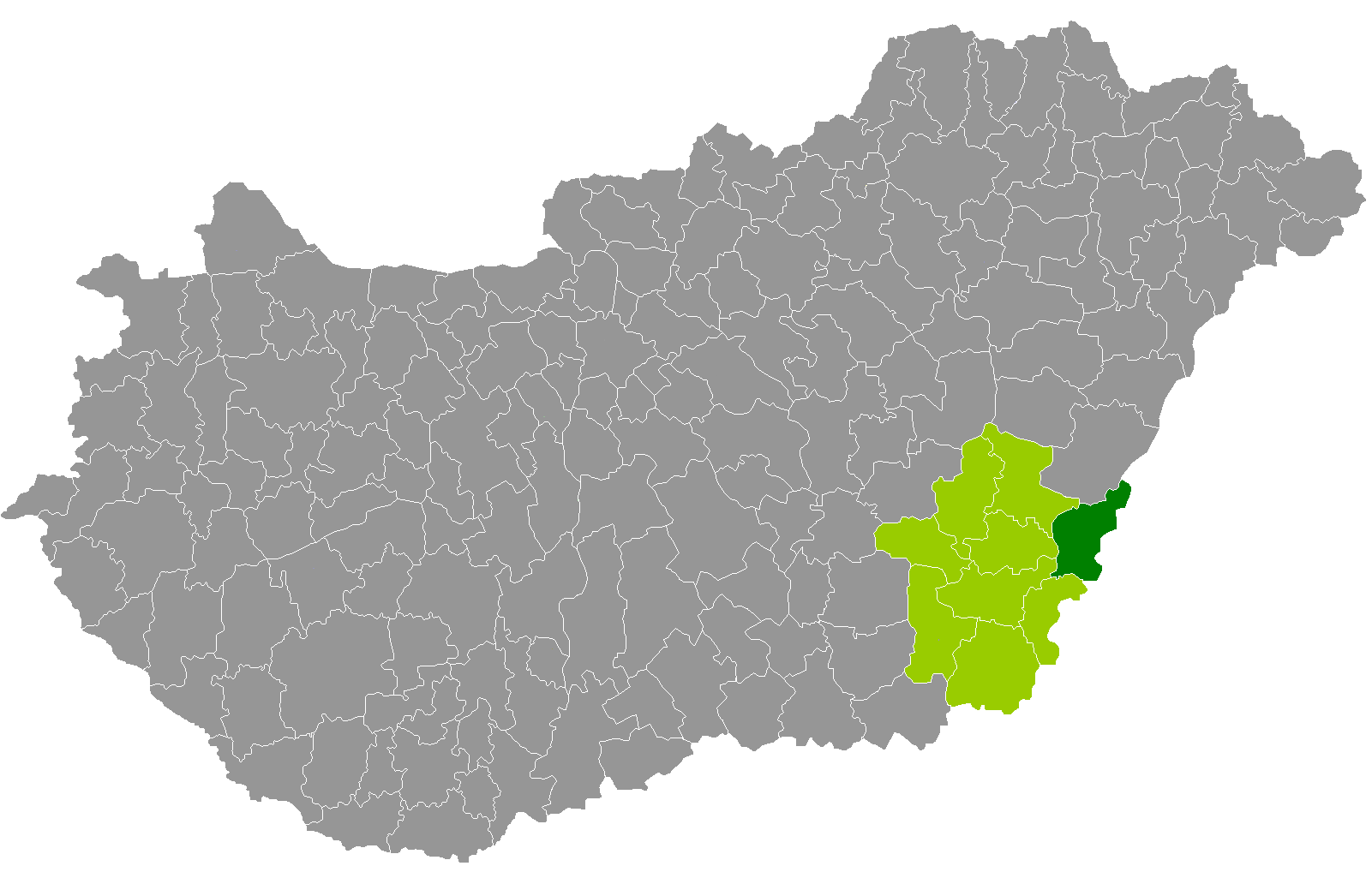
베케시주 지도에 표시된 셔르커드구의 위치

셔르커드구(헝가리어: Sarkadi járás)는 헝가리 베케시주에 위치한 구로 구청 소재지는 셔르커드이며 면적은 570.97km2, 인구는 22,908명(2011년 기준), 인구 밀도는 40명/km2이다.
남쪽으로는 줄러구, 서쪽으로는 베케슈처버구, 베케시구, 세그헐롬구, 북쪽으로는 허이두비허르주 베레초우이펄루구와 접하며 동쪽으로는 루마니아와 국경을 접한다. 11개 지방 자치체(1개 시, 10개 마을)를 관할한다.

구 문장